# Uri Blau
Uri Blau, en hébreu : אורי בלאו est un journaliste d'investigation israélien qui écrit pour le journal Haaretz et d'autres publications. Il est spécialisé dans les affaires militaires, la corruption et les enquêtes de transfert d'argent dites Follow the money (en) (« Suivez l'argent »). Blau a été reconnu coupable de possession de documents classifiés de l'Armée de défense d'Israël (Tsahal) et condamné à des travaux d'intérêt général pour son rôle dans l'affaire Kamm-Blau (en).

## Carrière
Uri Blau commence sa carrière journalistique à Kol Ha'ir (en), un hebdomadaire de Jérusalem. Il se spécialise dans la dénonciation des cas de mauvaise conduite des soldats de Tsahal. Contrairement à d'autres correspondants militaires, il n'a pas rejoint la section des reporters militaires et a tendance à s'appuyer sur le personnel enrôlé de rang inférieur, plutôt que sur les officiers de haut rang.
En 2005, il rejoint le quotidien Haaretz et publie un article dénonçant la corruption présumée d'Ehud Olmert, alors chef du parti Kadima, candidat au poste de Premier ministre et ensuite Premier ministre d'Israël. Cet article conduit à une enquête criminelle et à l'inculpation d'Olmert. Une autre enquête qui a conduit à une importante enquête de police concerne Avigdor Liberman, chef du parti Israel Beytenou. Uri Blau révèle qu'une société appartenant à la fille de Liberman, âgée d'une vingtaine d'années, a reçu des paiements inexpliqués de plusieurs millions de dollars.
D'autres enquêtes portent sur l'ancien Premier ministre Ehud Barak, l'ancien chef de Tsahal Moshe Ya'alon, l'organisation Bnei Baruch (en) mais aussi un article sur l'exploration de ses racines en Bosnie-Herzégovine, et les connexions israéliennes à une mine au Kosovo. En 2014, Uri Blau termine une bourse de recherche à la Fondation Nieman pour le journalisme de l'université de Harvard. Il publie des articles et des enquêtes dans diverses publications, notamment AP, ProPublica, The Washington Post, Quartz, The Nation, Mashable, Times of Israel et plus encore.
Uri Blau est membre du Consortium international des journalistes d'investigation (ICIJ). Il est membre de l'équipe lauréate du prix Pulitzer 2017 pour le projet Panama Papers et a contribué à d'autres enquêtes mondiales telles que les FinCEN Files. Dans le cadre de cette enquête, il a coproduit le documentaire de la BBC The Settlers' Billionaire Backer sur le rôle des sociétés appartenant à Roman Abramovitch dans le soutien au groupe de colons Ir David Foundation (en).

## Affaire Anat Kamm-Uri Blau

### Contexte
En novembre 2008, Uri Blau publie un article dans Haaretz, affirmant que l'assassinat ciblé de l'un des deux militants du Jihad islamique palestinien, tués à Jénine en juin 2007, avait violé une décision antérieure de la Cour suprême d'Israël. L'arrêt avait « fortement restreint les circonstances dans lesquelles ils étaient autorisés, en disant effectivement que le meurtre ne devait pas avoir lieu si l'arrestation était possible. »
L'article reproduit deux mémos de Tsahal, classés top secret, indiquant que Tsahal avait ignoré l'arrêt de la Cour suprême. Les publications traitant des affaires militaires doivent être soumises à la censure militaire israélienne (en) ; la censure approuve la publication de ce rapport. Ce fait sera plus tard utilisé comme argument pour dire qu'aucun dommage n'a été causé par la publication.
Les spéculations commencent immédiatement pour savoir qui est la source interne d'Uri  Blau. Il faut attendre un an avant que l'attention ne se porte sur Anat Kamm, une ancienne employée du bureau d'un commandant supérieur de Tsahal. Elle a auparavant travaillé comme journaliste mais aussi après son service militaire. En décembre 2008, une semaine avant le début de l'opération plomb durci, c'est-à-dire la guerre de Gaza de 2008-2009, Uri Blau soumet à la censure un rapport révélant qu'il est en possession de plans militaires de Tsahal pour l'opération. Dans un premier temps, le reportage est approuvé pour publication. Puis, juste avant sa distribution, la censure change d'avis et le quotidien Haaretz accepte de retirer l'article.

### Arrestation d'Anat Kamm
Au cours de l'année qui a précédé l'arrestation d'Anat  Kamm, Uri Blau publie également un autre article concernant le ministre de la Défense Ehud Barak et le chef d'état-major Gabi Ashkenazi. Le journaliste affirme qu'Ehud Barak, en devenant ministre, a transféré sa société de conseil privée à ses trois filles, violant ainsi la réglementation autorisant un tel transfert uniquement si les filles étaient effectivement employées par la société. En outre, la société qu'il a donnée à ses filles a reçu près de deux millions de dollars de sources inconnues après son entrée au gouvernement. Uri Blau affirme également qu'après avoir quitté l'armée et rejoint le secteur privé, Ashkenazi a approché Barak pour entrer en affaires avec lui.
En septembre 2009, le Shin Bet négocie un accord écrit avec Uri Blau pour qu'il remette 50 documents classifiés et détruise son ordinateur de travail. En contrepartie, Tsahal accepte de ne pas poursuivre ou de ne pas poursuivre sa source. En décembre 2009, le Shin Bet arrête secrètement Anat Kamm et commence à l'interroger. Finalement, elle est accusée d'avoir divulgué près de 2 000 documents au journaliste. Uri Blau et quotidien Haaretz considèrent l'arrestation de la militaire comme une violation de leur accord.
Uri Blau, qui avait quitté Israël pour un voyage en Asie le mois même de l'arrestation 'Anat Kamm, décide de rester à l'étranger en attendant la résolution de l'affaire et se retrouve finalement à Londres. Le Shin Bet annoncé publiquement qu'il veut l'interroger et peut-être le poursuivre. Il invoque le privilège journalistique et refusé de rentrer tant qu'il n'a pas de garanties sur l'issue de son affaire.
Le 24 octobre 2010, Uri Blau rentre en Israël.
Les Israéliens ont manifesté des sentiments mitigés à l'égard d'Uri Blau. Certains le considèrent comme un peu mieux qu'un traître qui veut nuire à la sécurité nationale. D'autres soutiennent son travail. Un groupe de douze journalistes israéliens de premier plan a demandé au gouvernement de ne pas poursuivre Uri Blau s'il revient de Londres et rend tous les documents qu'il pourrait encore posséder,. Après que celui-ci soit devenu le premier journaliste en Israël condamné pour possession d'informations classifiées, Freedom House a rétrogradé Israël au statut de pays « partiellement libre » dans son indice de liberté de la presse de 2013.

### Poursuites
En mars 2011, le ministère israélien de la Justice annonce son intention de faire passer Uri Blau en jugement, sous réserve de l'audience, accusé de détenir des éléments classifiés sans autorisation.
En mai 2012, il est annoncé qu'il sera inculpé pour « possession de documents classifiés de Tsahal »,. 
En juillet 2012, Uri Blau accepte une négociation de plaider coupable qui le verrait condamné à quatre mois de travaux d'intérêt général et lui éviterait de purger une peine de prison. Il effectue quatre mois de travaux d'intérêt général en janvier 2013, publiant un article sur cette expérience dans le journal Haaretz en août 2013.